# Shinshintō
Le Parti de la nouvelle frontière (新進党, Shinshintō), encore appelé officiellement en anglais New Frontier Party (NFP) est un ancien parti politique japonais fondé le 10 décembre 1994 puis dissous le 27 décembre 1997 (officiellement le 31 décembre).

## Création
Il est formé à l'origine par plusieurs formations politiques plutôt hétéroclites d'opposition non communiste à la grande coalition formée à l'été 1994 par le Parti libéral-démocrate (PLD, droite, premier parti à la Diète en n'y disposant que d'une majorité relative, a dirigé tous les gouvernements de sa création en 1955 jusqu'à 1993), le Parti socialiste japonais (PSJ, centre gauche, deuxième parti à la Diète et auparavant principale force d'opposition au PLD de 1955 à 1994) et le Nouveau Parti pionnier (NPP, centre droit, parti dissident du PLD créé en 1993 et réunissant essentiellement de jeunes députés réformateurs libéraux avec une frange proche de l'écologisme politique).

## Composition
Elle comprend cinq partis :
- issus de l'ancienne coalition anti-PLD au pouvoir de 1993 à 1994 (et à laquelle appartenait le PSJ et le NPP) :
  - Shinseitō : fondé en juin 1993 par Tsutomu Hata (dernier Premier ministre issu de la coalition anti-PLD d'avril à juin 1994) et de Ichirō Ozawa, principale des trois formations dissidentes du PLD fondées à la suite des scandales politico-financiers qui ont touché ce dernier parti en 1992-1993, il défend essentiellement des positions réformatrices libérales proches des thèses de Ronald Reagan ou de Margaret Thatcher.
  - Kōmeitō : parti centriste et confessionnel fondé en 1964 par des membres de la secte bouddhiste Sōka Gakkai avant de se distinguer officiellement de cette organisation en 1971 tout en restant fortement marqué dans leurs combats politiques par des valeurs religieuses. Il a, depuis sa création, toujours fait partie de l'opposition au PLD. Refondé sous le nom de Nouveau Kōmeitō en 1998, il fera en revanche partie ensuite de toutes les coalitions avec le PLD jusqu'en 2009.
  - Nouveau parti du Japon (NPJ) : autre parti fondé en 1992 par des dissidents du PLD sous la conduite de l'ancien gouverneur de la préfecture de Kumamoto Morihiro Hosokawa (qui fut le premier Premier ministre issu de la coalition anti-PLD d'août 1993 à avril 1994). Considéré comme conservateur libéral.
  - Parti démocrate socialiste (PDS) : parti de centre gauche fondé en 1960 par des dissidents du PSJ. Il s'agit d'un mouvement social-démocrate voire social-libéral qui a toujours fait partie de l'opposition au PLD.
- Union pour une réforme libérale : fondée en juillet 1994 par d'anciens membres du PLD n'ayant pas participé à la coalition anti-PLD mais ayant rallié l'opposition pour protester contre l'alliance de leur parti avec les socialistes. Il s'agit donc essentiellement d'un mouvement conservateur, anti-communiste et anti-socialiste, dirigé par Toshiki Kaifu (ancien Premier ministre PLD de 1989 à 1991 puis candidat malheureux contre le socialiste Tomiichi Murayama, soutenu par la grande coalition, lors de l'élection du Premier ministre en juin 1994).

## Histoire
Toshiki Kaifu devient le premier président de ce parti, remplacé par Ichirō Ozawa en 1995. Mais l'hétérogénéité de ce parti (dont les membres vont du conservatisme à la social-démocratie en passant par le néolibéralisme, un libéralisme plus modéré et une certaine forme de centrisme) ainsi que la personnalité d'Ichirō Ozawa (jugé trop autoritaire et trop libéral), provoque bientôt une crise au sein de ce parti qui se disloque peu à peu entre 1995 et 1997 : 
- de nombreux anciens membres du PLD rejoignent leur famille politique d'origine, notamment ceux de la frange la plus récemment entrée en dissidence qui ne voient plus de raisons de s'opposer à partir du moment où le poste de Premier ministre n'est plus occupé par un socialiste mais à nouveau par un membre du PLD (Ryūtarō Hashimoto à partir de janvier 1996).
- de jeunes élus libéraux du parti, emmenés par Kunio Hatoyama, rejoignent des dissidents (eux aussi de jeunes parlementaires appelant à une profonde transformation de la manière de faire de la politique au Japon) du NPP emmenés par l'ancien social-démocrate Naoto Kan et l'ancien PLD Yukio Hatoyama (frère de Kunio). Ils fondent alors en 1996, à la veille des élections législatives, le Parti démocrate du Japon (PDJ).
- l'ancien allié d'Ichirō Ozawa au sein du Shinseitō devenu ensuite son principal adversaire, Tsutomu Hata, quitte à son tour le parti juste après les élections législatives de 1996 pour fonder son propre parti, le Parti du Soleil.
- les anciens membres du Kōmeitō quittent à leur tour le parti au cours de l'année 1997, formant une multitude de petits partis bientôt fédérés dans un Nouveau Kōmeitō qui s'allie à partir de 1998 (et sans discontinuer depuis) avec le PLD.

Finalement, les quelques membres restant au sein du Shinshintō se séparent définitivement le 27 décembre 1997 en deux grands blocs : 
- les partisans d'Ichirō Ozawa fondent le Parti libéral, dirigé par Ozawa. Celui-ci s'allie à la majorité dominée par le PLD de 1999 à 2000, puis se sépare à nouveau à ce moment-là entre les fidèles d'Ozawa qui restent au parti libéral et rentrent dans l'opposition (ils fusionneront avec le PDJ en 2003, Ozawa étant le président du PDJ et donc chef de l'opposition de 2006 à 2009) et l'aile la plus à droite du mouvement favorables au maintien dans la majorité qui fondent le Parti conservateur (devenu en 2002 le Nouveau Parti conservateur, proche des thèses néo-conservatrices de George W. Bush, qui s'est finalement fondu en 2003 dans le PLD).
- les autres forment une multitude de petits partis de centre droit avant de fusionner dès juillet 1998 avec le PDJ.

En juillet 1998, la plupart des différents partis issus du Shinshintō et restés dans l'opposition, fusionnent en reprenant le nom du mouvement créé en 1996 par Naoto Kan et les frères Hatoyama : c'est la naissance du Parti démocrate du Japon (PDJ), principale force d'opposition qui a progressivement glissé vers le centre et la notion de Troisième voie en politique. 
Certaines fédérations locales du Shinshintō se sont maintenues, dont la principale aujourd'hui, et la seule à continuer à jouer un rôle politique à l'échelon préfectoral, est le Shinshin Ishikawa dans la préfecture d'Ishikawa.